# Килибаев, Нурлан Аталыкович
Килибаев Нурлан Аталыкович (18 марта 1969 года, город Уштобе, Талдыкорганской область) — художник-педагог, член Союза Художников Казахстана, лауреат государственной премии «Дарын», доцент кафедры творческих специальностей Института искусств, культуры и спорта КазНПУ имени Абая.Профессиональное художественное образование получил в стенах художественно-графического факультета Казахского Национального педагогического университета имени Абая (ныне — Институт искусств, культуры и спорта КазНПУ им. Абая). С 2002 года член Союза художников Республики Казахстан. С 2004 года Нурлан Килибаев Лауреат Государственной премии «Дарын» за художественное мастерство и развитие изобразительного искусства. В 2015 году награжден золотой медалью «Үздік шығармашылығы үшін» Союза Художников Республики Казахстан.
Три персональные выставки («Құс жолы» 2003г., «Атамекен» 2009 г., «Китай» 2014 г. КНР, г.Чаочжоу) и сорок пять международных и республиканских выставках и экспозициях. Педагогический актив формируют более двадцати лет педагогического стажа, десятки профессионально подготовленных студентов, внедрение трех авторских методик преподавания живописи и композиции.